# Guiller
 (janvier 2021).
Si vous disposez d'ouvrages ou d'articles de référence ou si vous connaissez des sites web de qualité traitant du thème abordé ici, merci de compléter l'article en donnant les références utiles à sa vérifiabilité et en les liant à la section « Notes et références ».
Guiller est un constructeur de motocyclette français, basé à Fontenay-le-Comte.

## Historique
La société Guiller Frères est créée en 1911. Elle commercialise des vélos sous les marques Aquitania et Origan. Rapidement « 40 % des ventes s'effectuent à l'étranger » (Maghreb et Argentine).
Les premières motos Guiller, sorties sous le nom Origan, apparaissent fin 1927.
Les premières motos appelées Guiller, sous le nom Guiller Frères, sont sorties des ateliers fontenaysiens en 1947. 
En 1952, l'entreprise emploie 300 salariés et produit 7 000 véhicules annuellement avec 16 modèles,,.
Après juin 1954, la marque est scindée en deux et renommée René Guiller et Guiller SA.
En 1956, la marque remporte le Bol d'Or après avoir été sur la 2ᵉ et 3ᵉ place en 1950[pertinence contestée].
L'entreprise ferme en 1963.